# 玛格丽·威廉斯

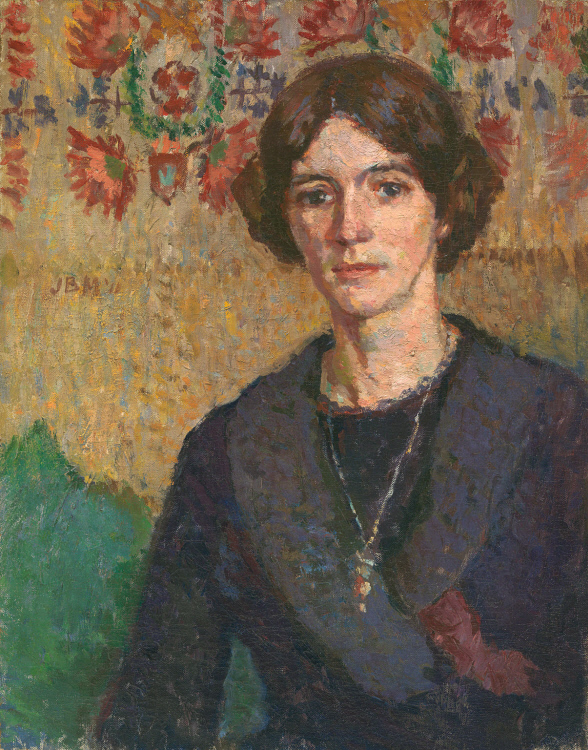
玛格丽·威廉斯

玛格丽·威廉斯（1881年7月22日 - 1944年9月4日）是一位英裔美国儿童读物作家，她生於倫敦，1890年移居美國。 19岁開始就以写作谋生。曾於1937年獲頒纽伯瑞奖。